# Georg Strandberg
Knut Georg Strandberg, född den 24 maj 1853 i Häggeby församling, Uppsala län, död den 11 juli 1931 i Hedvig Eleonora församling i Stockholm, var en svensk bankir. Han var far till James Strandberg.
Strandberg var fondmäklare och ordförande i bankirfiman Aktiebolaget Georg Strandberg. Han blev riddare av Vasaorden 1903 och av Carl XIII:s orden 1913 samt kommendör av andra klassen av Vasaorden 1918 och kommendör av första klassen 1925. Strandberg vilar på Norra begravningsplatsen utanför Stockholm.